# Piotr Kolasa
Piotr Kolasa (ur. 13 lutego 1976) – polski lekkoatleta, sprinter.
Zawodnik AZS-AWF Kraków, w barwach tego klubu zdobył cztery medale mistrzostw Polski seniorów w sztafecie 4 x 100 metrów (3 srebrne i 1 brązowy). Halowy mistrz Norwegii w biegu na 60 metrów (2003)

## Rekordy życiowe
- bieg na 100 m – 10,51 (2000 & 2003)
- Bieg na 60 m (hala) – 6,84 (2004)